# Bernhard Christ
Bernhard Christ (Basilea, 9 dicembre 1942) è un avvocato, notaio e politico svizzero-tedesco che fu presidente della fondazione Karl Barth dal 1984 al 2024 e presidente del Gran Consiglio del Canton Basilea Città nel 1984. È noto, tra l'altro, per la sua traduzione commentata della Divina Commedia.

## Vita

### Avvocato
Bernhard Christ ha frequentato il liceo del Münsterplatz e ha studiato e conseguito il dottorato all'Università di Basilea. Bernhard Christ è stato senior partner dello studio legale Vischer di Basilea. È stato l'avvocato di Firestone Schweiz AG nell'allora clamoroso processo sulla chiusura della fabbrica di pneumatici di Pratteln il 22 marzo 1978, che prevedeva il pagamento di indennizzi per i 600 lavoratori licenziati.

### Politico
Come politico, Bernhard Christ è stato membro del Gran Consiglio dal 6 novembre 1979 al 30 aprile 1988 e dall'11 maggio 1992 al 31 gennaio 2003. È stato eletto Presidente del Gran Consiglio il 10 maggio 1984. È stato anche membro del Consiglio costituzionale cantonale dal 1999 al 2005, Presidente del Consiglio costituzionale nel 2001, membro del Consiglio cantonale dell'educazione e della direzione della Chiesa riformata e di fondazioni caritatevoli.

### Traduttore
La traduzione di Bernhard Christ della Divina Commedia di Dante Alighieri con un commento esteso è stata pubblicata da Schwabe Verlag nel 2021, in occasione del 700º anniversario della morte del poeta e figura come 53° traduzione completa nell'elenco della Società dantesca tedesca. Christ ha tradotto il testo in prosa. Nella recensione di Ulrich Klappstein della traduzione di Bernhard Christ, viene discussa la controversia se tradurre in versi o in prosa.

### Famiglia
Bernhard Christ è sposato con Marie-Isabelle de Pury dal 1975 e ha tre figli adulti e sei nipoti.

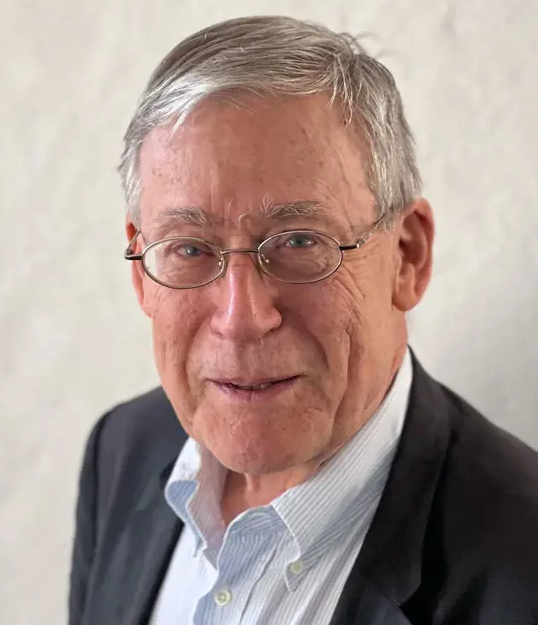
Bernhard Christ (2023)

## Opere
- Die Basler Stadtgerichtsordnung von 1719 als Abschluss der Rezeption in Basel, Basel und Stuttgart 1971 (Dissertation)[15]
- Das Kontrollrecht des Kommanditärs, Juristischen Fakultät der Universität Basel, Basel und Stuttgart, 1973, Festgabe zum Schweizerischen Juristentag 1975
- Der Darlehensvertrag, in: Schweizerisches Privatrecht, Obligationenrecht, Besondere Vertragsverhältnisse, Basel und Stuttgart 1979, Band VII, 2, Frank Vischer (Hrsg.)
- Staatsrechtsgeschichtliche Anmerkungen zu einem Eidgenössischen Staatskalender aus dem Jahre 1718, Basel 1981, Festgabe Adolf Sebass
- Reden des Präsidenten des Grossen Rates 1984/85, Basel, 1986, LDP Schriftenreihe 4
- Der Grosse Rat von Basel-Stadt, in: Paul Stadlin (Hrsg.) Die Parlamente der schweizerischen Kantone, Zug 1990
- (zusammen mit Markus Kutter), Liberale Politik - eine Standortbestimmung, 1. Ausgabe 1992, 2. Ausgabe 2014 (pubblicazione della Liberal-Demokratische Partei (Basel-Stadt))
- Die Loslösung der alten Eidgenossenschaft vom Heiligen Römischen Reich Deutscher Nation, Basel, 2000. In: Wettstein, die Schweiz und Europa, Historisches Museum Basel (Hrsg.), Basel 1998
- Symposium für Frank Vischer, herausgegeben von Bernhard Christ und Ernst A. Kramer. Helbing & Lichtenhahn, Basel 2005
- Basler Denkmalschutzrecht im Vollzug, in: 25 Jahre Basler Denkmalschutzgesetz – Ein kritischer Rückblick (Freiwillige Denkmalpflege, 2004 -2208) Basel 2008
- Der Willensvollstrecker Art. 517 und 518 ZGB, in: Praxiskommentar Erbrecht, Daniel Abt/Thomas Weibel, Helbing Lichtenhahn Verlag, Basel 2009; 5. Aufl. 2023
- (traduttore e commentatore) Dante Alighieri, Commedia, übertragen und erläutert von Bernhard Christ, Schwabe Verlag, Basel/Berlin 2021, ISBN 978-3-7965-4420-0

## Onorificenze
- 2008: Dottorato honoris causa della Facoltà di Teologia dell'Università di Basilea[16]
- 2018: Prezzo Karl Barth dell'Union Evangelischer Kirchen in der Evangelischen Kirche in Deutschland (ital. Unione delle Chiese protestanti nella Chiesa evangelica in Germania)[17]

## Associazioni
- Fondazione Karl Barth[18], Presidente dal 1984 al 2024
- E. E.[19] Zunft zum Schlüssel (Basel), Maestro di gilda dal 1986 al 1998
- Partito liberale democratico (Basilea Città): Portavoce del Gruppo in Gran Consiglio
- Museo storico di Basilea: Membro dal 1973/4, presidente sotto due direttori consecutivi
- Commissione (statale) per il Museo storico (Commissione di vigilanza dell'HMB): Membro
- Fondazione Sophie e Karl Binding: Membro del Consiglio di fondazione dal 1986 e presidente dal 1997 al 2013.[20]
- Hansa AG: Presidente del Consiglio di amministrazione